# Liste deutscher Fußball-Vereinsnamen
Diese Liste führt Vereinsnamen von deutschen Fußballvereinen auf.

## Definition
Als Fußballvereinsname wird der Vereinsname eines Fußballvereins bezeichnet.
Die meisten Fußballvereinsnamen bestehen aus fünf Teilen:
- einer Abkürzung (z. B. FC, SV)
- einem Namensrelikt (z. B. Fortuna, Borussia)
- dem Ortsnamen (z. B. Berlin, Hamburg)
- dem Gründungsdatum (z. B. 1860, 04)
- der Rechtsform (z. B. e. V., GmbH)

In vielen Vereinsnamen fehlt auch das Namensrelikt.

## Namensrelikt
Namensrelikte, umgangssprachlich auch als Vereinsname bezeichnet, sind die Teile des Vereinsnamens, die der Verein selbst gewählt hat, um seine Identität oder Tradition widerzuspiegeln. Sie sind nicht der Stadtname, das Gründungsdatum oder ein Kürzel wie „FC“ oder „SC“.
Die am häufigsten vorkommenden Namensrelikte im deutschen Profifußball (Bundesliga, 2. Bundesliga und 3. Liga) sind „Rot-Weiß“ und „Borussia“ (jeweils 5-mal), sowie „Eintracht“ und „Kickers“ (jeweils 4-mal). In der DDR-Oberliga waren die häufigsten Namensrelikte „Motor“ (8-mal), „Chemie“ (6-mal), „Stahl“ (5-mal) und „Einheit“ (4-mal) vertreten.

### Region/Stadt/Land
| Vereinsname | Bedeutung | Vereine                                             | Art    |
| ----------- | --- | --------------------------------------------------- | ------ |
| Bayern      | Der Name verweist auf die Region Bayern.                                                                                               | FC Bayern München, FC Bayern Hof, FC Bayern Alzenau | Region |
| Hansa       | Der Name leitet sich von der mittelalterlichen Hanse ab, einem bedeutenden Handelsbund, der für Wirtschaft und kulturelle Blüte stand. | Hansa Rostock, Lüneburger SK Hansa                  | Region |
| Greuther    | Der Name geht auf die Fusion des Vereins TSV Vestenbergsgreuth zurück.                                                                 | Greuther Fürth                                      | Stadt  |
| Erzgebirge  | Benannt nach der Region Erzgebirge. | FC Erzgebirge Aue                                   | Region |
| Oberfranken | Bezieht sich auf die Region Oberfranken in Bayern.                                                                                     | SpVgg Oberfranken Bayreuth                          | Region |
| Hessen      | Verweist auf das Bundesland Hessen | Hessen Kassel, SC Hessen Dreieich                   | Region |
| Sachsen     | Bezug auf die Region Sachsen. | FC Sachsen Leipzig                                  | Region |
| Westfalia   | Bezug auf die Region Westfalen, im Bundesland Nordrhein-Westfalen.                                                                     | Westfalia Herne, Westfalia Rhynern                  | Region |
| Mecklenburg | Bezug auf die Region Mecklenburg | FC Mecklenburg Schwerin                             | Region |
| Zagreb      | Bezug auf die kroatische Hauptstadt Zagreb                                                                                             | NK Zagreb (Dortmund)                                | Stadt  |

### Unternehmen/Sponsoren
| Vereinsname | Bedeutung | Vereine                                                     | Art         |
| ----------- | --- | ----------------------------------------------------------- | ----------- |
| Bayer       | Bezieht sich auf die Bayer AG, ein weltweit bekanntes Chemie- und Pharmaunternehmen, das durch Sponsoring viele Vereine unterstützt hat.                                                   | Bayer 04 Leverkusen, Bayer Uerdingen 08, TSV Bayer Dormagen | Unternehmen |
| Carl-Zeiss  | Der Name geht auf das Unternehmen Carl Zeiss zurück, das in der Optikbranche weltweit bekannt ist.                                                                                         | FC Carl Zeiss Jena                                          | Unternehmen |
| Chio        | Der Name leitet sich von einem Sponsor, der Chio Chips-Marke, ab. | SV Chio Waldhof                                             | Unternehmen |
| LR          | LR stand offiziell für Leichtathletik Rasensport. Das Kürzel „LR“ war auch eine Anlehnung an ein Unternehmen des Mäzens Spikker, die LR International, die Hauptsponsor des Vereins wurde. | LR Ahlen                                                    | Unternehmen |
| Oli         | Kurzform von der Firma Otto Limburg aus Bürstadt. | VfR Oli Bürstadt                                            | Unternehmen |
| Röchling    | Der Name stammt von der Röchling-Gruppe, einem deutschen Unternehmen mit Schwerpunkt auf Werkstoffe und Industrie.                                                                         | Röchling Völklingen                                         | Unternehmen |
| Schott      | Der Name stammt von der Schott AG, einem deutschen Unternehmen für Glasartikel. | TSV Schott Mainz, SV Schott Jena                            | Unternehmen |
| Opel        | Bezieht sich auf den bekannten Automobilhersteller Opel. | SC Opel Rüsselsheim                                         | Industrie   |
| Quelle      | Benannt nach dem Versandhandel Quelle. | SG Quelle Fürth                                             | Geografisch |
| Wacker      | Am 13. November 1930 wurde der SV Wacker Burghausen von Arbeitern der Wacker Chemie gegründet.                                                                                             | SV Wacker Burghausen                                        | Unternehmen |

### Personen/Figuren

#### Reale Personen
| Vereinsname   | Bedeutung | Vereine                                                                              | Art    |
| ------------- | --- | ------------------------------------------------------------------------------------ | ------ |
| Arminia       | Eine Hommage an Arminius (Hermann den Cherusker), der durch seinen Sieg über die Römer zur Symbolfigur der Freiheit wurde. | Arminia Bielefeld, SV Arminia Gütersloh, SV Arminia Hannover, DJK Arminia Ibbenbüren | Person |
| Jahn          | Benannt nach Friedrich Ludwig Jahn, dem „Turnvater“, der als Begründer der deutschen Turnbewegung gilt.                    | SSV Jahn Regensburg                                                                  | Person |
| Horch         | Verweis auf August Horch, Gründer der Automarke Audi                                                                       | BSG Horch Zwickau                                                                    | Person |
| Franz Mehring | Benannt nach dem marxistischen Publizisten und Historiker Franz Mehring.                                                   | BSG Franz Mehring Marga                                                              | Person |
| Hans Wendler  | Benannt nach Hans Wendler, einen deutschen Dampflokomotivenkonstrukteur.                                                   | SG Hans Wendler Stendal                                                              | Person |

#### Mythologische oder religiöse Figuren/Personen
| Vereinsname       | Bedeutung | Vereine | Art          |
| ----------------- | --- | --- | ------------ |
| Hertha            | Benannt nach dem gleichnamigen Dampfschiff oder der germanischen Göttin Hertha.                              | Hertha BSC, Hertha 03 Zehlendorf, CFC Hertha 06, FC Hertha Wiesbach, FC Hertha München                       | Mythologisch |
| Fortuna           | Benannt nach der römischen Göttin Fortuna, die als Schutzpatronin des Glücks und des Erfolgs verehrt wurde.  | Fortuna Düsseldorf, Fortuna Köln                                                                             | Mythologisch |
| Viktoria/Victoria | Der Name stammt von der römischen Siegesgöttin Victoria und symbolisiert Erfolg und Triumph.                 | Viktoria Köln, Viktoria Aschaffenburg, FC Viktoria 1889 Berlin, SC Victoria Frankfurt/O, SC Victoria Hamburg | Mythologisch |
| Astoria           | Der Name stammt von der römischen Göttin der Sterne oder verweist auf die Eleganz.                           | FC-Astoria Walldorf                                                                                          | Mythologisch |
| Phönix            | Symbolisiert Wiedergeburt und Erneuerung, häufig in Vereinsnamen verwendet, um einen Neuanfang darzustellen. | 1. FC Phönix Lübeck, Phönix Bellheim, SV Phönix Ludwigshafen, Karlsruher FC Phönix                           | Mythologisch |
| Atlas             | Symbolisiert Stärke und Größe, häufig als Verweis auf den Titanen Atlas der griechischen Mythologie.         | SV Atlas Delmenhorst                                                                                         | Mythologisch |

### Historie
| Vereinsname      | Bedeutung | Vereine | Art        |
| ---------------- | --- | --- | ---------- |
| Borussia         | Vom lateinischen Wort „Borussia“ für Preußen abgeleitet, verweist der Name auf das historische Gebiet, das eine bedeutende Rolle in der deutschen Geschichte spielte. | Borussia Dortmund, Borussia 1900 Mönchengladbach, SV Borussia Wuppertal, Borussia Neunkirchen, Tennis Borussia Berlin, Stendaler SV Borussia, Borussia Fulda | Historisch |
| Alemannia        | Verweist auf den germanischen Stamm der Alemannen und symbolisiert regionale Identität und historischen Bezug.                                                        | Alemannia Aachen, BFC Alemannia 90 | Historisch |
| Preußen/Preussen | Benannt nach dem historischen Gebiet Preußen, das eine wichtige Rolle in der deutschen Geschichte spielte.                                                            | SC Preußen Münster, BFC Preussen, Preußen Dellbrück | Historisch |
| Tasmania         | Unbekannt | SC Tasmania 1900 Berlin | Historisch |
| Wormatia         | Der Name stammt von der lateinischen Bezeichnung „Wormatia“ für die Stadt Worms, eine der ältesten Städte Deutschlands.                                               | Wormatia Worms | Historisch |
| Germania         | Symbolisiert den Bezug zu Deutschland und seine Geschichte. | VfB Germania Halberstadt, 1. FC Germania Egestorf/Langreder, Germania Teveren, Germania Wiesbaden                                                            | Historisch |
| Britannia        | Verweist auf das Vereinigte Königreich oder die britische Geschichte.                                                                                                 | BTuFC Britannia | Historisch |
| Barockstadt      | Bezieht sich auf die historische Architektur in Fulda, die von barocken Elementen geprägt ist.                                                                        | SG Barockstadt Fulda-Lehnerz | Historisch |
| Teutonia         | Bezieht sich auf die germanische Geschichte oder Kultur. | Teutonia Watzenborn-Steinberg, FC Teutonia 05 Ottensen, Teutonia Landsweiler-Reden, FC Teutonia Weiden                                                       | Historisch |

### Tugend/Freundschaft
| Vereinsname  | Bedeutung | Vereine | Art    |
| ------------ | --- | --- | ------ |
| Eintracht    | Steht für Gemeinschaft und Einheit, oft gewählt, um den Zusammenhalt innerhalb des Vereins zu betonen.                                          | Eintracht Frankfurt, Eintracht Braunschweig, Eintracht Trier, Eintracht Bad Kreuznach, Eintracht Gelsenkirchen, Eintracht Duisburg, Eintracht Nordhorn, TSV Eintracht Stadtallendorf, SG Eintracht Stendal, SV Eintracht Hohkeppel, FC Eintracht Rheine | Tugend |
| Union        | Symbolisiert Einheit und Solidarität, oft als Name für Vereine gewählt, die aus Fusionen oder aus dem Wunsch nach Gemeinschaft entstanden sind. | 1. FC Union Berlin, SG Union Solingen, ZSG Union Halle, FSV Union Fürstenwalde, SC Union 06 Berlin | Tugend |
| Wacker       | Unbekannt | SV Wacker Burghausen, Wacker 04 Berlin, FSV Wacker 90 Nordhausen, FC Wacker München | Tugend |
| Sportfreunde | Ein Name, der auf die Gemeinschaft und den Zusammenhalt innerhalb des Vereins hinweist.                                                         | Sportfreunde Siegen, VfL Sportfreunde Lotte, Sportfreunde Hamborn 07, TSF Ditzingen, Sportfreunde Ricklingen, SF 05 Saarbrücken, Eisbachtaler Sportfreunde, Neuköllner Sportfreunde                                                                     | Tugend |
| Einheit      | Ein Symbol für Gemeinschaft und Zusammenhalt, oft in Ostdeutschland verwendet.                                                                  | BSG Einheit Ost, SC Einheit Dresden, Einheit Meerane, Einheit Pankow | Tugend |
| Rotation     | Der Name symbolisiert Wandel und Dynamik, oft in Verbindung mit sozialistischen Prinzipien.                                                     | SC Rotation Leipzig, Rotation Dresden, Rotation Babelsberg | Tugend |
| Vorwärts     | Ein optimistischer Name, der Fortschritt und Bewegung ausdrückt, häufig in der DDR verwendet.                                                   | Vorwärts Berlin, Vorwärts Stralsund, Vorwärts Schwerin | Tugend |
| Aufbau       | Ausdruck für den Wiederaufbau nach dem Krieg und die sozialistische Entwicklung.                                                                | SC Aufbau Magdeburg | Tugend |
| Empor        | Bedeutet „Aufstieg“ und drückt Hoffnung und Fortschritt aus, ein häufig genutzter DDR-Vereinsname.                                              | SC Empor Rostock, Empor Lauter | Tugend |
| Aktivist     | Symbol für die Arbeiterbewegung und den Sozialismus, oft in der DDR verwendet.                                                                  | SC Aktivist Brieske-Senftenberg | Tugend |
| Fortschritt  | Optimistischer Ausdruck, häufig in DDR-Namen genutzt, um technologische oder soziale Entwicklung darzustellen.                                  | Fortschritt Meerane, BSG Fortschritt Weißenfels, Fortschritt Bischofswerda | Tugend |
| Concordia    | Bedeutet „Eintracht“ oder „Harmonie“, ein klassischer Vereinsname.                                                                              | Concordia Haaren, SC Concordia Hamburg | Tugend |
| Amicitia     | Bedeutet Freundschaft und Verbundenheit, häufig in Vereinsnamen als Zeichen für Kameradschaft verwendet.                                        | SpVgg Amicitia Viernheim | Tugend |

### Sport/Aktivität
| Vereinsname    | Bedeutung | Vereine                                                                                       | Art       |
| -------------- | --- | --------------------------------------------------------------------------------------------- | --------- |
| Tennis         | Ursprünglich für Tennisclubs verwendet, bevor diese später auch Fußballabteilungen gründeten.                                 | Tennis Borussia Berlin                                                                        | Sport     |
| Fußball        | Der Name betont die spezifische Ausrichtung des Vereins auf den Fußballsport. Meist bei Ausgliederung aus einem Sportvereins. | SSV Ulm Fußball, SGV Freiberg Fußball, TSG Balingen Fußball                                   | Sport     |
| Kickers        | Dieser Name symbolisiert die Dynamik und Energie des Fußballsports und wird oft von traditionsreichen Vereinen genutzt.       | Offenbacher Kickers, Stuttgarter Kickers, Würzburger Kickers, Kickers Emden, BSC Kickers 1900 | Aktivität |
| Rasensport     | Bezieht sich auf die Sportart, die auf Rasen gespielt wird, wie Fußball.                                                      | SV Rasensport-Preußen Königsberg, Rasensport Harburg                                          | Sport     |
| RasenBallsport | Indirekte Anspielung auf das Unternehmen Red Bull.                                                                            | RB Leipzig                                                                                    | Sport     |

### Ethnisch/Religiös
| Vereinsname  | Bedeutung                                                                                                  | Vereine                              | Art      |
| ------------ | --- | ------------------------------------ | -------- |
| Türkgücü     | Übersetzt „Türkische Kraft“, symbolisiert der Name die Verbindung zur türkischen Community.                | Türkgücü München                     | Ethnisch |
| Türkiyemspor | Der Name bedeutet „Mein Türkei-Sport“ und zeigt die enge Verbindung der türkischen Gemeinde mit dem Sport. | Türkiyemspor Berlin                  | Ethnisch |
| Türkspor     | Ein weiterer Name, der die türkische Community repräsentiert, besonders in Deutschland.                    | Türkspor Dortmund, Türkspor Augsburg | Ethnisch |
| Novi Pazar   | Verweis auf die Stadt Novi Pazar, die eine kulturelle und historische Bedeutung in Serbien hat.            | 1. FC Novi Pazar 95 Berlin           | Ethnisch |
| Croatia      | Verweist auf die kroatische Herkunft oder Kultur.                                                          | SD Croatia Berlin                    | Ethnisch |
| Maccabi      | Verweist auf die jüdische Herkunft und Maccabi World Union.                                                | TuS Makkabi Berlin                   | Ethnisch |

### Industrie/Symbolik
| Vereinsname | Bedeutung | Vereine | Art       |
| ----------- | --- | --- | --------- |
| Stahl       | Der Name verweist auf die Stahlindustrie, die in der DDR oft mit Vereinsnamen verbunden war.                                   | Stahl Brandenburg, BSG Stahl Riesa, SV Stahl Thale, Stahl Altenburg, Stahl Eisenhüttenstadt                                                             | Industrie |
| Motor       | Steht für die industrielle und mechanische Entwicklung, häufig in der DDR als Vereinsname genutzt.                             | SC Motor Jena, BSG Motor Zwickau, Motor Karl-Marx-Stadt, Motor Oberschöneweide, Motor Dessau, Motor Gera, Motor Steinach, TSG Motor Wismar, Motor Stuhl | Industrie |
| Wismut      | Bezieht sich auf das Mineral Wismut, das in der DDR-Bergbauindustrie eine Rolle spielte.                                       | BSG Wismut Aue, Wismut Gera, BSG Wismut Auerbach | Industrie |
| Turbine     | Symbolisiert Energie und Fortschritt, insbesondere in der DDR.                                                                 | SC Turbine Erfurt, BSG Turbine Halle, Turbine Weimar, 1. FFC Turbine Potsdam                                                                            | Industrie |
| Chemie      | Verweis auf die chemische Industrie, die in der DDR oft mit Vereinen verbunden war.                                            | SC Chemie Halle, Chemie Karl-Marx-Stadt, BSG Chemie Leipzig, Chemie Böhlen, BSG Chemie Zeitz, Chemie Buna Schkopau                                      | Industrie |
| Industrie   | Ausdruck für den Bezug zur Arbeiterklasse und die wirtschaftliche Stärke der DDR.                                              | ZSG Industrie Leipzig | Industrie |
| Lokomotive  | Symbolisiert Fortschritt und Transport, häufig in DDR-Vereinsnamen zu finden.                                                  | 1. FC Lokomotive Leipzig, 1. FC Lok Stendal, Lokomotive Dresden                                                                                         | Industrie |
| Waggonbau   | Hinweis auf die Eisenbahnindustrie, die in der DDR eine wichtige Rolle spielte.                                                | Waggonbau Dessau | Industrie |
| Mechanik    | Verweis auf mechanische Industrie oder Technik.                                                                                | Mechanik Gera | Industrie |
| Optik       | Bezieht sich auf optische Technologie und Industrie, was oft mit präziser Technik verbunden ist.                               | FSV Optik Rathenow | Industrie |
| Energie     | Der Name steht für Kraft und Dynamik, oft ein Symbol für Leistung und Ausdauer im Sport.                                       | Energie Cottbus | Symbolik  |
| Dynamo      | Der Name stammt aus dem Russischen und bedeutet „Kraft“ oder „Energie“. Er wurde häufig für Vereine in Ostdeutschland gewählt. | Dynamo Dresden, BFC Dynamo, SG Dynamo Schwerin | Symbolik  |
| Olympia     | Der Name symbolisiert die Olympischen Spiele, ein internationales Symbol für Sport und Leistung.                               | TSR Olympia Wilhelmshaven | Symbolik  |
| Anker       | Steht dafür, dass die Stadt, in der der Verein ansässig ist, einen Hafen besitzt.                                              | FC Anker Wismar | Symbolik  |
| Rapide      | Bezieht sich auf Schnelligkeit und Dynamik, häufig in Bezug auf schnelle und bewegliche Sportarten.                            | Rapide Wedding |           |
| Windrad     | Benannt nach einer Stromerzeugungsart                                                                                          | FSC Dynamo Windrad Kassel |           |

### Farben
| Vereinsname  | Bedeutung                  | Vereine | Art    |
| ------------ | -------------------------- | --- | ------ |
| Rot-Weiß     | Farbe oder Farbkombination | Rot-Weiss Essen, Rot-Weiß Oberhausen, Rot Weiss Ahlen, SC Rot-Weiß Lüdinghausen, Rot-Weiß Lüdenscheid, FC Rot-Weiß Erfurt, Rot-Weiß Koblenz, Rot-Weiß Neukölln, Rot-Weiss Frankfurt | Farben |
| Blau-Weiß    | Farbe oder Farbkombination | Blau-Weiß 90 Berlin, Blau-Weiß Lohne | Farben |
| Schwarz-Weiß | Farbe oder Farbkombination | Schwarz-Weiß Essen, BSV Schwarz-Weiß Rehden | Farben |
| Grün-Weiß    | Farbe oder Farbkombination | SV Grün-Weiß Triptis, SV 1908 Grün-Weiss Ahrensfelde | Farben |
| Blau-Gelb    | Farbe oder Farbkombination | SV Blau-Gelb Berlin | Farben |

### Andere
| Vereinsname           | Bedeutung                                              | Vereine                               | Art           |
| --------------------- | ------------------------------------------------------ | ------------------------------------- | ------------- |
| Füchse                | Benannt nach dem Tier Fuchs                            | Reinickendorfer Füchse                | Tier          |
| Leu                   | Bezieht sich auf den Löwen, Symbol für Stärke und Mut. | Leu Braunschweig                      | Tier          |
| Lupo Martini          | Lupo steht für den Wolf.                               | Lupo Martini Wolfsburg                | Tier          |
| Greif                 | Benannt nach dem mystischen Mischwesen den Greif       | Torgelower FC Greif                   | Tier          |
| Pegulan               | Unbekannt                                              | VfR Pegulan Frankenthal               | Unbekannt     |
| Meteor                | Benannt nach einem Gestein im Weltall.                 | BFC Meteor 06                         | Himmelskörper |
| Galaxy/Galaxie        | Benannt nach einer Ansammlung an Sternen               | FC Galaxy Steinfurt, FC Galaxy Wolfen | Himmelskörper |
| Märkische Volksstimme | Tageszeitung der SED                                   | BSG Märkische Volksstimme Babelsberg  | Politisch     |

## Kürzel
Ein Kürzel im Vereinsnamen bezeichnet eine Abkürzung, die vor dem eigentlichen Vereinsnamen steht und den Typ des Vereins angibt. Diese Abkürzungen repräsentieren den Verein als „Fußballclub“ (FC), „Sportclub“ (SC), „Turn- und Sportgemeinschaft“ (TSG) oder ähnliche Bezeichnungen, die auf die Vereinsstruktur hinweisen. Sie sind fester Bestandteil des Vereinsnamens, jedoch keine eigenständigen Namensbestandteile wie etwa ein historisches Relikt oder eine geografische Bezeichnung. Beispiele sind „FC Bayern München“, „SC Freiburg“ oder „TSG 1899 Hoffenheim“. Abkürzungen müssen nicht zwangsweise am Anfang des Namens sein, sondern können wie in den Beispielen „Karlsruher SC“ und „Berliner FC Dynamo“ variabel gesetzt werden.

### Bedeutung von Kürzel
| Kürzel   | Bedeutung                                                     | Bekannte Vereine                                                    |
| -------- | ------------------------------------------------------------- | ------------------------------------------------------------------- |
| 1. FC    | 1. Fußball-Club                                               | 1. FC Köln, 1. FC Nürnberg, 1. FC Union Berlin                      |
| 1. FFC   | 1. Frauen-Fußballclub                                         | 1. FFC Turbine Potsdam                                              |
| 1. FSV   | 1. Fußball-Sportverein                                        | 1. FSV Mainz 05                                                     |
| 1. SC    | 1. Sportclub                                                  | 1. SC Göttingen 05, 1. SC Feucht                                    |
| AK       | Athletik-Klub                                                 | Berliner AK 07                                                      |
| Amateure | Frühere Bezeichnung für Reserve/Zweite Mannschaften (II, III) | FC Bayern Amateure                                                  |
| ASV      | Arbeiter-Sportverein                                          | ASV Bergedorf 85                                                    |
| BSG      | Betriebssportgemeinschaft                                     | BSG Chemie Leipzig, BSG Wismut Gera, BSG Stahl Riesa                |
| BV       | Ballspielverein                                               | BV Borussia Dortmund, BV Cloppenburg                                |
| BSV      | Ball-Sport-Verein                                             | BSV Sachsen Zwickau                                                 |
| BSC      | Ball-Sport-Club                                               | BSC Oppau                                                           |
| DSC      | Deutscher Sport-Club                                          | Arminia Bielefeld, DSC Wanne-Eickel                                 |
| DJK      | Deutsche Jugendkraft                                          | DJK Gütersloh, DJK Vilzing                                          |
| ESV      | Eisenbahner-Sportverein                                       | ESV Ingolstadt-Ringsee                                              |
| FC       | Fußballclub                                                   | FC Bayern München, FC Schalke 04, FC St. Pauli                      |
| FV       | Fußballverein                                                 | FV Illertissen                                                      |
| FK       | Fußballklub                                                   | FK Wolna Pinsk                                                      |
| FFC      | Frauen-Fußballclub                                            | FFC Heike Rheine                                                    |
| FT       | Freie Turnerschaft                                            | FT Braunschweig                                                     |
| FSC      | Freizeitsportclub                                             | FSC Dynamo Windrad Kassel                                           |
| KSV      | Klub-Sportverein                                              | KSV Baunatal                                                        |
| MTV      | Männer-Turnverein                                             | MTV Ingolstadt                                                      |
| OSC      | Olympischer Sport-Club                                        | OSC Bremerhaven                                                     |
| OSV      | Olympischer Sportverein                                       | OSV Hannover                                                        |
| PSV      | Post-Sportverein oder Polizei                                 | Post SV Hamburg, Polizeisportverein Chemnitz                        |
| RB       | RasenBallsport (Red Bull)                                     | RB Leipzig                                                          |
| SC       | Sportclub                                                     | SC Freiburg, SC Fortuna Köln, SC Freital                            |
| SV       | Sportverein                                                   | SV Darmstadt 98, SV Sandhausen, SV Waldhof Mannheim                 |
| SG       | Spielgemeinschaft                                             | SG Wattenscheid 09, SG Eintracht Frankfurt, SG Sonnenhof Großaspach |
| SSV      | Sportvereinigung/Spielsportverein                             | SSV Ulm 1846, SSV Jahn Regensburg, SSV Reutlingen 05                |
| SSVg     | Sportvereinigung (vereinsübergreifend)                        | SSVg Velbert                                                        |
| SuS      | Sport und Spiele                                              | SuS Neuenkirchen                                                    |
| TSV      | Turn- und Sportverein                                         | TSV 1860 München, TSV Havelse, TSV 1860 Rosenheim                   |
| TSG      | Turn- und Sportgemeinschaft                                   | TSG 1899 Hoffenheim, TSG Neustrelitz, TSG Balingen Fußball          |
| TSR      | Turn- und Sport-Riege                                         | TSR Olympia Wilhelmshaven                                           |
| TuS      | Turn- und Sportverein                                         | TuS Koblenz, TuS Bövinghausen                                       |
| VfB      | Verein für Bewegung                                           | VfB Stuttgart, VfB Lübeck, VfB Oldenburg                            |
| VfL      | Verein für Leibesübungen                                      | VfL Bochum, VfL Wolfsburg, VfL Osnabrück                            |
| VfR      | Verein für Rasenspiele                                        | VfR Aalen, VfR Mannheim, VfR Heilbronn                              |
| VfV      | Verein für Volksbildung                                       | VfV 06 Hildesheim                                                   |
| VFC      | Verein für Clubspiele                                         | VFC Plauen, VFC Anklam                                              |
| VSG      | Verein für Sportgemeinschaften                                | VSG Altglienicke                                                    |
| ZSG      | Zentrale Sportgemeinschaft                                    | ZSG Industrie Leipzig                                               |
| II       | Zweite Mannschaft/Reserve                                     | 1. FSV Mainz 05 II, VfL Wolfsburg II, VfB Stuttgart II              |
| III      | Dritte Mannschaft/Zweite Reserve                              | HSV III, SV Werder Bremen III                                       |
| U23      | Unter-23-Mannschaft                                           | –                                                                   |
| U19      | Unter-19-Mannschaft                                           | FC Ingolstadt U19                                                   |

Es gibt Beispiele von bekannten deutschen Fußballvereine, die umgangssprachlich nur als Kürzel benannt werden:
- HSV (Hamburger Sportverein)
- KSC (Karlsruher SC)
- BW 90 (Blau-Weiß 90 Berlin)
- BTSV (Braunschweiger Turn- und Sportverein Eintracht von 1895 e. V.)

## Rechtsform
Die Rechtsform eines Unternehmens oder einer Organisation bestimmt die rechtliche Struktur, die Haftungsregeln und die organisatorische Verantwortung. Sie beeinflusst auch, wie ein Unternehmen finanziell arbeitet und wie Entscheidungen getroffen werden. Hier sind einige der häufigsten Rechtsformen, die in verschiedenen Bereichen, einschließlich Sportvereinen, genutzt werden:
| Rechtsform | Bedeutung                                                                                                   |
| ---------- | --- |
| e.V.       | Eingetragener Verein, typisch für gemeinnützige und nicht gewinnorientierte Organisationen                  |
| GmbH       | Gesellschaft mit beschränkter Haftung, eine Kapitalgesellschaft mit beschränkter Haftung für Gesellschafter |
| AG         | Aktiengesellschaft, eine Kapitalgesellschaft, deren Anteile an der Börse gehandelt werden können            |

## Gründungsdatum
Das Gründungsdatum im Vereinsnamen bezieht sich oft auf das Jahr, in dem der Verein gegründet wurde oder das Jahr, in dem die Fußballabteilung ins Leben gerufen wurde. Häufig sind diese Jahreszahlen als Teil des Vereinsnamens integriert, meistens am Ende oder in der Mitte des Namens. So steht das „04“ im FC Schalke 04 oder Bayer 04 Leverkusen für das Jahr 1904, in dem der Verein gegründet wurde. Das „96“ im Hannover 96 verweist auf das Gründungsjahr 1896, und das „1899“ im TSG 1899 Hoffenheim gibt das Gründungsjahr des Vereins an. Die Jahreszahl betont das Alter und die Tradition des Vereins und vermittelt Stolz auf die Geschichte und die lange Existenz des Clubs. Es ist jedoch wichtig zu beachten, dass das Gründungsdatum im Vereinsnamen nicht immer mit dem Gründungsdatum der Fußballabteilung übereinstimmt. Ein Beispiel dafür ist der TSV 1860 München, dessen ursprüngliche Gründung als Turnverein 1860 erfolgte, während die Fußballabteilung erst 1899 ins Leben gerufen wurde. In solchen Fällen bezieht sich das Gründungsdatum im Namen auf das Gesamtjahr der Vereinsgründung und nicht nur auf den Fußballbereich.

## Stadt/Ort
In jedem Vereinsnamen findet sich oft ein Zusatz, der die Stadt, den Bezirk oder die Region angibt, in der der Verein ansässig ist. Dieser Namensbestandteil zeigt die geografische Herkunft und Zugehörigkeit des Vereins. So verweist der Zusatz im FC Bayern München auf München, oder Eintracht Frankfurt kennzeichnet die Stadt Frankfurt am Main als Heimat des Vereins. In Städten mit mehreren Vereinen wird zur Unterscheidung oft der Name des Bezirks, Stadtteils oder einer angrenzenden Region verwendet. Beispiele hierfür sind:
- SC Charlottenburg aus Stadtteil Charlottenburg in Berlin,
- Spandauer SV aus dem Bezirk Spandau in Berlin,
- SG Wattenscheid 09 aus dem Stadtteil Wattenscheid in Bochum,
- Meidericher SV Duisburg aus dem Stadtteil Meiderich in Duisburg,
- FC Schalke 04 aus dem Stadtteil Schalke in Gelsenkirchen,
- SV Barmbek, aus dem Stadtteil Barmbek in Hamburg,
- FC St. Pauli aus dem Stadtteil St. Pauli in Hamburg,
- KFC Uerdingen 05 aus dem Stadtteil Uerdingen in Krefeld,
- SV Waldhof Mannheim aus dem Stadtteil Waldhof in Mannheim,
- TuS Schloß Neuhaus aus dem Stadtteil Schloß Neuhaus in Paderborn,
- SV Babelsberg 03 aus dem Stadtteil Babelsberg in Potsdam,
- TSG 1899 Hoffenheim aus dem Stadtteil Hoffenheim in Sinsheim,
- SG Sonnenhof Großaspach, das auf den Ort Sonnenhof bei Aspach hinweist,
- Werder Bremen, das sich auf die Insel „Werder“ im Fluss Weser bezieht.